# S190814bv
S190814bv war ein Ereignis bei dem Gravitationswellen gemessen wurde. Das Ereignis, welches am 14. August 2019 von LIGO und VIRGO aufgezeichnet wurde, stellte eine Vereinigung zweier Astronomischer Objekte dar. Mindestens eines der Objekte hatte eine Masse, welches in die Massenlücke passte. Die Massenlücke ist der Bereich zwischen der minimalen Masse eines schwarzen Lochs bei fünf Sonnenmassen und der maximalen Masse eines Neutronensterns bei drei Sonnenmassen. Es wird dennoch vermutet es handelt sich bei dieser aufgezeichneten Gravitationswelle um eine Vereinigung eines Schwarzen Lochs mit einem Neutronenstern. Nach der Messung des Signals wurde der Himmel nach elektromagnetische Strahlen abgesucht allerdings fanden die Forscher wider Erwarten keinen Hinweis, dass dieses Ereignis Strahlung emittieren würde.